# 1797 au Bas-Canada
Cet article traite des événements survenus en 1797 au Bas-Canada. 

L'année 1797 a été marquée par plusieurs événements qui ont changé la vie des Canadiens.

## Événements
- 26 janvier : Jean-Antoine Panet est réélu président de la Chambre d'assemblée du Bas-Canada.
- 27 avril : Robert Prescott devient gouverneur général du Canada.
- 16 mai : William Waldegrave devient gouverneur de Terre-Neuve.
- 1er juin : ouverture de la Deuxième législature du Haut-Canada (en).
- 21 juillet : à Québec, pendaison pour haute trahison de David McLane qui était un marchand américain accusé d'avoir été un espion des révolutionnaires français. Son exécution reste controversée quant à la solidité des preuves.

- Transfert du siège du gouvernement du Haut-Canada du village de Newark (maintenant Niagara-on-the-Lake) à York (Toronto).
- Le trappeur John Finlay (en) atteint la rivière Finlay par la rivière de la Paix dans les montagnes Rocheuses.

## Naissances
- 27 février : Edmund Bailey O'Callaghan, médecin et homme politique.
- 2 mai : Abraham Gesner, géologue.
- 30 novembre L Pierre-Martial Bardy (enseignant et homme politique) (décédé au Québec le 7 novembre 1869)
- 25 décembre : Bernard Donald MacDonald, évêque de Charlottetown.
- Joshua George Beard, homme d'affaires et maire de Toronto.

## Décès

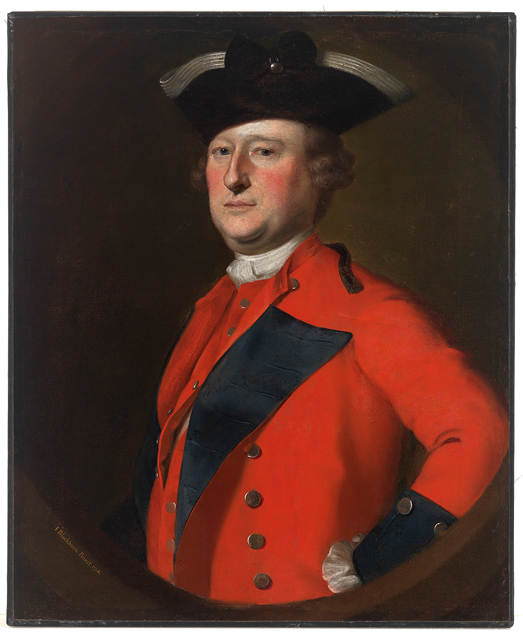
Jeffrey Amherst

- 9 janvier : Charles Deschamps de Boishébert, militaire français en Acadie.
- 9 juillet : Pierre Marcoux, homme politique.
- 3 août : Jeffery Amherst, officier de l'armée britannique et administrateur.
- 17 octobre : Jean-François Hubert, évêque de Québec.
- Georges-Hippolyte Le Comte Dupré, homme politique.